# Alkilirajoči citostatiki
Alkilirajoči citostatiki so skupina učinkovin proti raku, ki povzročajo alkiliranje DNK oziroma vezavo alkilnih skupin na molekulo DNK. 
Ker se rakave celice delijo hitreje, so bolj občutljive na poškodbo DNK, na primer na alkiliranje, kot zdrave celice. Alkilirajoči citostatiki se uporabljajo za zdravljenje celega niza tumorjev. Vendar so citotoksični tudi za zdrave celice, kar povzroča neželene učinke, zlasti v tkivih, kjer se celice pogosto delijo (npr. sluznica prebavil, kostni mozeg).
Nekateri alkilirajoči citostatiki so aktivni v celici brez specifične aktivacije in zato delujejo nespecifično. Zavirajo rast tumorjev zaradi premreženja verige DNK, saj povezujejo med seboj gvanine v molekulah DNK. Drugi potrebujejo za svojo aktivnost specifično aktivacijo, npr. ciklofosfamid.

## Primeri
Po klasifikaciji ATC spadajo alkilirajoči citostatiki v skupino L01A.
Alkilirajoči citostatiki, ki se aktivirajo s pomočjo citokroma P-450:
- alkilsulfonati
  - busulfan
- etilenemini in metilmelamini 
  - heksaametilmelamin ali altretamin
  - tiotepa
- analogi dušikovega iperita
  - ciklofosfamid
  - mekloretamin
  - melfalan
  - klorambucil
  - ifosfamid
- nitrozosečnine
  - karmustin
  - streptozocin
- triazeni
  - dakarbazin
- imidazotetrazini
  - temozolomid

- platinove spojine:
  - cisplatin
  - karboplatin
  - nedaplatin
  - oksaliplatin
  - satraplatin